# 杉山清彦
杉山 清彦（すぎやま きよひこ、1972年 - ）は、日本の東洋史家。専門は大清帝国史。東京大学大学院総合文化研究科・教養学部教授、放送大学客員教授。学位は博士（文学）（大阪大学）。岡田英弘の学術的後継者。

## 経歴・人物
香川県高松市生まれ、兵庫県加古川市育ち。兵庫県立加古川東高等学校を経て、1995年、大阪大学文学部史学科卒業。2000年、大阪大学大学院文学研究科博士後期課程修了、「大清帝国形成史序説」により博士（文学）。
2001年、日本学術振興会特別研究員。2004年、大阪大学大学院文学研究科助手。2005年、駒澤大学文学部専任講師。2009年、駒澤大学文学部准教授。
2011年、東京大学大学院総合文化研究科准教授。2019年、放送大学客員准教授。2022年、東京大学大学院総合文化研究科教授、放送大学客員教授。
帝国書院の世界史教科書の執筆者。

## 受賞
- 2001年 内陸アジア史学会賞（第1回、「清初八旗における最有力軍団 太祖ヌルハチから摂政王ドルゴンへ」に対して）[9]
- 2016年 三島海雲学術賞（第5回、人文科学部門、『大清帝国の形成と八旗制』に対して）[10]

## 著書

### 単著
- 『大清帝国の形成と八旗制』（名古屋大学出版会、2015年）

### 共著
- 岡田英弘、宮脇淳子、楠木賢道、杉山清彦『海賊からみた清朝』（藤原書店、2016年）
- 『岩波講座 世界歴史12 東アジアと東南アジアの近世 15〜18世紀』（岩波書店、2022年3月）

### 監修
- 『戦闘技術の歴史5 東洋編』杉山清彦（創元社、2016年）